# Reiser4
Reiser4 – system plików stworzony z myślą o systemie operacyjnym Linux. Jest to nowa wersja systemu ReiserFS napisana od podstaw. System zaprojektowała i zaimplementowała grupa programistów z firmy Namesys pod kierownictwem Hansa Reisera.

## Możliwości
- wydajna obsługa małych plików,
- zarządzanie dużymi i bardzo dużymi katalogami z setkami milionów plików,
- elastyczna infrastruktura wtyczek,
- modyfikacja systemu plików z wykorzystaniem operacji niepodzielnych,
- wydajne księgowanie poprzez wandering logs,
- dynamicznie optymalizowane rozmieszczenie danych na dysku (za pomocą funkcji allocate-on-flush i online repacker),
- włączanie metadanych do przestrzeni nazw systemu plików.

## Wydajność
System plików Hansa Reisera w wersji 4 był promowany jako najszybszy system plików dla Linuksa.
System nie wszedł jeszcze do stabilnej gałęzi jądra Linuksa. Dostępny jest w gałęzi tworzonej przez Andrew Mortona (oznaczanej jako -mm) od wersji 2.6.8.1-mm2.